# Gregg Vanzo
Pour les articles homonymes, voir Vanzo.
Gregg Vanzo est un animateur américain. Il a travaillé pour de nombreuses émissions, incluant Les Simpson et Futurama. Il est également le fondateur de Rough Draft Studios.

## Carrière dans la télévision
Gregg Vanzo a commencé sa carrière comme animateur sur Histoires fantastiques de Steven Spielberg et en tant qu'animateur clé pour les courts-métrages Box-Office Bunny, avant de travailler sur les storyboards, la direction et le montage des Simpson[réf. souhaitée]. De là, Vanzo est devenu le superviseur à l'étranger sur Profession : critique (The Critic). Vanzo va servir tant que producteur exécutif d'animation pour Futurama.

## Rough Draft Studios
En 1991, avec sa femme Nikki, Gregg Vanzo fonde Rough Draft Studios à Séoul, Corée du Sud. Le studio a produit des animations pour des émissions telles que Les Simpson, Futurama, Les Rois du Texas, Beavis et Butt-Head (Beavis and Butt-head) et The Maxx.
Plus, Rough Draft Studios ouvre un studio frère à Glendale (Californie).

## Crédits en tant que réalisateur

### Épisodes desSimpson
- Simpsonothérapie (On est pas si pires) (coréalisé avec Kent Butterworth)

### Épisodes deFuturama
- Space Pilot 3000 (coréalisé avec Rich Moore)
- A Fishful of Dollars (coréalisé avec Ron Hughart (en))
- The Problem with Popplers (coréalisé avec Chris Sauve)

réalisateur superviseur sur 13 autres épisodes